# 로버트 워런 밀러
로버트 워런 밀러(영어: Robert Warren Miller, 1933년 5월 23일 ~ )는 미국계 영국인 억만장자, 기업가, DFS (Duty Free Shops)의 공동 설립자, 그리고 요트 챔피언이다. 그는 그리스 왕세자빈 마리샹탈, 알렉산드라 폰 퓌르스텐베르크, 그리고 타블로이드지와 상류사회에서 밀러 시스터즈로 더빙된 피아 게티의 아버지이다.